# Loïc
Loïc [lɔ.ik] ist die bretonische Variante des männlichen Vornamens Louis.

## Namensträger
- Loïc Amisse (* 1954), französischer Fußballspieler
- Loïc Bigois (* 1960), französischer Aerodynamiker
- Loïc Bruni (* 1994), französischer Downhiller
- Loïc Burkhalter (* 1980), Schweizer Eishockeyspieler
- Loïc Collomb-Patton (* 1986), französischer Freestyle- und Freeride-Skier
- Loïc Corbery (* 1976), französischer Schauspieler
- Loïc Desriac (* 1989), französischer Straßenradrennfahrer
- Loïc Duval (* 1982), französischer Automobilrennfahrer
- Loïc Leferme (1970–2007), französischer Apnoetaucher
- Loïc Le Meur (* 1972), französischer Unternehmer
- Loïc Loval-Landré (* 1981), französischer Fußballspieler
- Loïc Mallié (* 1947), französischer Organist und Komponist
- Loïc Meillard (* 1996), Schweizer Skirennfahrer
- Loïc Merel (* 1965), französischer Mathematiker
- Loïc Nottet (* 1996), belgischer Sänger
- Loïc Rémy (* 1987), französischer Fußballspieler
- Loïc Wacquant (* 1960), französischer Soziologe

### Variante Loïk
- Loïk Le Floch-Prigent (1943–2025), französischer Manager